# Царёв, Вячеслав Вячеславович
Вячесла́в Вячесла́вович Царёв (4 мая 1971, Горький — 22 сентября 2010) — российский футболист, защитник и полузащитник, обладатель Кубка России 1996.

## Карьера

### Клубная
Выступал в московских командах «Динамо» и «Локомотив», элистинском «Уралане», саратовском «Соколе», «Химках». В августе 1993 на тренировке получил тяжелую травму — повреждение связок коленного сустава. Вынужден был пропустить год и 1 месяц.

### В сборной
Сыграл 3 матча за олимпийскую сборную СССР.

## Достижения
- Чемпион мира среди юниоров (до 16): 1987
- Обладатель Кубка России: 1996
- Бронзовый призёр чемпионата СССР: 1990
- Серебряный призёр чемпионата России: 1995
- Бронзовый призёр чемпионата России: 1992, 1993, 1994, 1997